# Betechtingebirge
Das Betechtingebirge (russisch Хребет Бетехтина Chrebet Betechtina, norwegisch Betechtinkjeda, englisch Betekhtin Range) ist ein 23 km langer Gebirgszug im ostantarktischen Königin-Maud-Land. Es bildet den südlichen Arm des Alexander-von-Humboldt-Gebirges im Wohlthatmassiv.
Entdeckt und kartiert wurde es bei der Deutschen Antarktischen Expedition 1938/39 unter der Leitung des Polarforschers Alfred Ritscher. Neuerliche Kartierungen erfolgten anhand von Vermessungen und Luftaufnahmen der Dritten Norwegischen Antarktisexpedition (1956–1960) sowie bei der von 1960 bis 1961 dauernden sowjetischen Antarktisexpedition. Namensgeber ist der sowjetische Mineraloge Anatoli Georgijewitsch Betechtin (1897–1962).